# Matrosoprøret i Kiel
Matrosoprøret i Kiel fandt sted i de sidste dage af oktober og i november 1918. Det begyndte, da det kom til lydighedsnægtelse på enkelte opankrede tyske kejserlige flådeskibe ud for Wilhelmshaven, og endte med at flere besætninger på de tyske skibe begik mytteri ved at nægte at stå ud mod den overlegne britiske flåde. I begyndelsen af november iværksatte marinesoldaterne og værftsarbejderne i Kiel et åbent oprør, som i løbet af få dage udviklede sig til Novemberrevolutionen, der den 9. november 1918 i slutningen af 1. verdenskrig førte til Det Tyske Kejserriges undergang, kejser Wilhelm 2. af Tysklands afgang og til udråbelsen af republikken, som i 1919 konstitutionerede sig i den forfatningsgivende Nationalforsamling i Berlin.
Flådekommandoen opgav den oprindelige plan om et afgørende søslag, da den ikke kunne være sikker på mandskabernes lydighed. III. Eskadre (III. Geschwader) blev beordret tilbage til hjemhavnen i Kiel. Eskadrens kommandør, viceadmiral Kraft, afholdt undervejs en øvelse med sine slagskibe i Helgolandsbugten. Da alt fungerede perfekt, troede han, at han igen havde mandskaberne under kontrol. Under sejladsen gennem Kielerkanalen lod han 47 matroser fra slagskibet SMS Markgraf arrestere.

## Oprøret i Kiel
Ved ankomsten til Kiel blev de 47 matroser indsat i to fængsler. Efter en lang landlov satte matroserne himmel og hav i bevægelse for at forhindre et nyt udløb og få deres kammerater løsladt. Den 1. november mødtes ca. 250 af dem i fagforeningshuset. De sendte en delegation til officererne, men forgæves. Matroserne forstærkede deres kontakt med fagforeningerne og arbejderpartierne USPD og SPD.
Om aftenen den 2. november samledes matroserne i det fri; næsten 600 mødtes på Eksercerpladsen i Viehburger-skoven for at kræve de indsatte matroser løsladt. Det var overvejende matroser fra III eskadre, men også medlemmer af Landmarinen (marinere med infanteriopgaver) og enkelte USPD-tillidsmænd. For første gang kom nogle af de protesterende også med politiske krav. Allerede samme nat fremstillede USPD-funktionærerne flyveblade, der opfordrede Kiels arbejdere til at støtte protesterne.
Den 3. november mødtes ca. 5.000 matroser og civile. De forlangte løsladelsen af mytteristerne og en afslutning af verdenskrigen og en bedre forsyning af fødevarer. (Fred og brød). Efter mødet med Karl Artelts opråb om at befri kammeraterne, drog et demonstrationstog mod Feldstraße for at befri de indespærrede kammerater.
Kort før demonstranterne ankom til arrestanstalten, beordrede en loyal officer sin patrulje til at affyre varselsskud ind i folkemængden. Syv døde, og 29 blev såret. Dette spontane bevæbnede sammenstød betegnes som den egentlige begyndelse på den tyske Novemberrevolution.
Om morgenen gennemstrejfede flere grupper oprørske matroser og værftsarbejdere byen. Efter at de stationerede matroser på den store kaserne i Kiel-Wik fik ordre til at antræde til appel, holdt kommandanten en tale, og der udbrød spontane demonstrationer. Karl Artelt opfordrede til valg af Soldaterråd og viceadmiral Wilhelm Souchon så sig tvunget til at forhandle.
Om aftenen den 4. november var Kiel under oprørenes kontrol. Garnisonen ydede ikke mere modstand, og det kom overalt til forbrødringer. Næsten alle marineskibe hejste det røde flag som tegn på revolutionen. Samtidigt blev der overalt dannet soldaterråd. Kort efter blev der også dannet et arbejderråd, der overvejende bestod af repræsentanter fra de to socialdemokratiske partier, af fagforeningsfunktionærer og tillidsmænd. Soldaterrådene dannede på initiativ af Lothar Popp det øverste Soldaterråd på basis af tillidsmandsafstemninger i alle enheder.
Om morgenen den 5. november blev revolutionens første soldaterråd stiftet og vedtog med de "14 Kieler Punkten" sit program, hvor de politiske krav var domineret af forhold, der vedrørte soldaternes dagligdag. Soldaterrådet besad revolutionær magt, men en klar vision om fremtiden eksisterede ikke.
1. Løsladelse af alle politiske fanger
2. Fuldstændig tale og pressefrihed
3. Ophævelse af brevcensur
4. Indførelse af regler, der giver mandskabet en bedre behandling fra deres overordene
5. Straffri tilbagegang af alle kammerater om bord og i kaserne
6. Udsejling af flåden må ikke finde sted
7. Ingen beskyttelsesforanstaltninger med blodudgydelser må finde sted
8. Tilbagetrækning af alle ikke hjemmehørende tropper
9. Alle forholdsregler til at beskytte den private ejendomsret bliver omgående lovgivet af soldaterrådet
10. Udenfor tjeneste er der ingen overordnede mere
11. Uindskrænket personlig frihed fra afslutning af tjeneste til begyndelsen af næste tjeneste
12. Alle officerer, der erklærer sig indforstået med det bestående soldaterråds forholdsregler, kan blive. Alle øvrige må forlade kasernen.
13. Alle som tilhører soldaterrådet befries fra al tjeneste
14. Samtlige i fremtiden kommende forholdsregler kan kun besluttes af soldaterrådet.

For at give fordringerne eftertryk, truede matroserne med de i deres magt hørende krigsskibe, at beskyde det nær kysten liggende officersvillakvarter Düsternbrook. Alle de tropper, som var imod aftalerne mellem Artelt og Souchon og klar til at slå oprøret ned, kom efterhånden under matrosernes kontrol.
Den 6. november vedtog marinens ledelse på egen hånd en nedkæmpning. Men de manglede tropper, og intet skete. Magten i Kiel lå i hænderne på de to råd, men alligevel forblev de gamle magthavere – guvernøren og overborgmesteren og hans forvaltning – i deres embeder. Rådene begrænsede sig til at kontrollere forvaltningen gennem forhandlinger og princippet om sideordnede borgerrepræsentanter.
Til sidst satte socialdemokraten Gustav Noske sig i spidsen for de revolutionære soldater; han lod sig udnævne til leder af soldaterrådet, som han bagefter sammensatte på ny. De revolutionære stolede på ham, og de gamle magthavere accepterede ham. Dette soldaterråd havde intet program, men handlede først og fremmest for at opretholde den offentlige orden.
Revolutionen på Als
Den 6. november nåede nyheden om de revolutionære tilstande i Kiel til Sønderborg på Als, hvor mellem 4.000 og 5.000 tyske marine- og infanterisoldater var indkvarteret på marinestationen i Sønderborg. Samme dag holdt soldaterne et møde og stiftede et soldaterråd. Som formand valgte de den 32-årige Bruno Topff. Under hans ledelse forløb revolutionen på Als ordnet og ikke-voldelig. Men hans regering holdt mindre end 70 timer: den 9. november trådte han tilbage som formand for soldaterrådet af helbredsmæssige årsager.